# Jasen (Domžale)
Jasen is een plaats in Slovenië en maakt deel uit van de gemeente Domžale in de NUTS-3-regio Osrednjeslovenska. De plaats telde 10 inwoners op 1 januari 2020.